# Claus Wichmann
Claus Wichmann (* 6. Dezember 1962 in Heidelberg; † 21. April 2023) war ein deutscher Politiker (SPD).

## Leben und Beruf
Nach dem Abitur 1984 in Heidelberg studierte Claus Wichmann bis 1992 Jura, Soziologie und Politik an der Universität Heidelberg. Ab 1992 war er als selbständiger Berater für Öffentlichkeitsarbeit und Werbung tätig. Ab 2006 war er selbständiger Literaturberater. Ab 2018 war er beim Amt für Digitales und Informationsverarbeitung der Stadtverwaltung Heidelberg tätig.

## Politik
1978 trat Wichmann in die SPD ein. Seit 1999 war er Bezirksbeirat im Heidelberger Stadtteil Pfaffengrund. 2001 wurde er in den Landtag von Baden-Württemberg gewählt. Er vertrat dort fünf Jahre das Zweitmandat des Wahlkreises Heidelberg. 2006 kandidierte er erneut für den Landtag, wurde jedoch nicht wiedergewählt. 
2007 war Wichmann stellvertretender Kreisvorsitzender der SPD Heidelberg. 2004, 2009 und 2014 kandidierte er für den Gemeinderat der Stadt Heidelberg, wurde aber nicht gewählt. 2010 bewarb er sich gegen Anke Schuster erneut um die parteiinterne Kandidatur zum Landtag, unterlag aber deutlich.
Wichmann starb im April 2023 nach schwerer Krankheit.